# Strandversetzung
Als Strandversetzung wird der Sedimenttransport durch das Meer bezeichnet, durch das Lockermaterial (wie etwa Sand) begünstigt durch küstenparallele Strömungen und schräg zum Strand wehende Winde entlang der Küste transportiert wird, so dass Sandwälle, Nehrungen und Sandhaken entstehen, typische Merkmale einer Ausgleichsküste.
Aus der vorherrschenden Windrichtung werden die Wellen schräg auf den Strand geworfen; das Wasser läuft auf den Strand. Durch die Bodenreibung verliert das Wasser an Schwung bis zum Stillstand. Unter Einfluss der Schwerkraft fließt das Wasser in Gefällsrichtung wieder ab.
Die vom Wasser transportierten Sandkörnchen folgen der Wasserbewegung, sie werden in einer Zickzackbewegung Welle für Welle parallel am Strand entlang mitgeführt. Im Strömungs- und Windschatten von Inseln kommt es zur Ablagerung (Akkumulation) von Kiesen und Sanden, es bilden sich sogenannte Sandhaken aus. Solche Sandhaken wachsen nach geraumer Zeit zu langgestreckten Nehrungen heran. Wenn eine Nehrung eine Bucht völlig abschnürt, entsteht hinter ihr ein Süßwassersee.